# Serge Lang
Serge Lang (París 19 de mayo de 1927 – Berkeley 12 de septiembre del 2005) fue un matemático estadounidense nacido en Francia. Es conocido por su trabajo en teoría de los números y por sus libros de texto de matemáticas, incluyendo el influyente Álgebra. Fue miembro del grupo Bourbaki.
Nacido en París en 1927, se mudó con su familia a California siendo un adolescente. En 1946 se graduó por el Caltech, y terminó su doctorado por la Universidad de Princeton en 1951. Ocupó puestos en las universidades de Chicago y de Columbia (desde 1955, abandonándola en 1971 por una disputa). En el momento de su muerte, era profesor emérito de matemáticas en la Universidad de Yale.

## Trabajos matemáticos
Fue estudiante de Emil Artin en Princeton. Su tesis fue sobre cierre cuasi-algebraico. Empezó entonces a trabajar en análogos geométricos de teoría de campos de clase y en geometría diofantina y teoría trascendente.
Un parón en la investigación mientras estuvo implicado en intentos de encuentro con el activismo estudiantil de los años sesenta le produjeron (en sus propias palabras) dificultades para retomar las riendas. Escribió sobre formas modulares y unidades modulares, la idea de la «distribución» en grupos profinitos y en teoría de distribución de valores.
Enunció una serie de conjeturas en geometría diofantina:
la conjetura de Mordell-Lang,
la conjetura Bombieri-Lang,
la conjetura de punto integral de Lang,
la conjetura Lang-Trotter,
la conjetura de Lang de valores Gamma y
la conjetura de Lang de variedades hiperbólicas analíticas.

## Características
Era de común conocimiento en Yale que el profesor Lang tenía una oficina aislada en el Departamento de Matemáticas, en la primera planta del edificio Leet Oliver Memorial (la mayoría de otros profesores del departamento las tenían en la cuarta planta del adyacente Dunham Lab). Lang nunca quiso aprender a usar el correo electrónico ni los computadores y se comunicaba con los estudiantes por teléfono y escribía los exámenes y problemas en una máquina de escribir. En clase, solía ser irascible y lanzaba tizas a los estudiantes que cometían fallos. Lang cenaba con frecuencia en el comedor del Silliman College.

## Libros
Fue un prolífico escritor de textos matemáticos, completando uno a menudo durante sus vacaciones de verano. La mayoría estaba dirigida a estudiantes de postgrado, especialmente, a los que pretendían investigar en teoría de números. Escribió textos sobre cálculo y también un libro sobre cohomología de grupos para Bourbaki.
El Álgebra de Lang, una introducción al álgebra abstracta para estudiantes de postgrado, fue un texto de gran influencia que disfrutó de numerosas ediciones actualizadas. Su citación al premio Steele decía, «El Álgebra de Lang ha cambiado la manera en que se enseña álgebra en postgrado... Ha afectado a todos los libros de álgebra para postgrado posteriores». Contenía ideas de su profesor, Artin; algunos de los pasajes más interesantes, sobre teoría algebraica de números, reflejaban también la influencia e ideas de Artin que quizá de otra manera no habrían sido publicadas.
En el artículo obituario de Lang en el Yale Daily News, su colega Peter Jones afirmó que el trabajo de Lang sobrepasó el registro total de Leonhard Euler, el matemático del siglo XVIII.

## Premios
Lang era famoso por su disposición a estar en contacto con sus estudiantes. Ganó el premio Leroy P. Steele de la Sociedad Matemática Estadounidense para profesores de matemáticas (1999). En 1960 ganó el sexto premio Frank Nelson Cole de Álgebra por su artículo «Unramified class field theory over function fields in several variables» (Annals of Mathematics, serie 2, volumen 64, 1956; pp. 285-325).

## Activismo
Además de ser un matemático, Lang dedicó mucho de su tiempo a la política. Fue activo en la oposición a la Guerra de Vietnam. En 1966 fue voluntario en la campaña antibélica de Robert Scheer (y más adelante escribió un libro al respecto titulado The Scheer campaign). Dimitió de la Universidad de Columbia en 1971, a causa del trato que la Universidad estaba dando a los que protestaban en contra de la guerra de Vietnam.
Lang participó en varias campañas de desenmascaramiento contra cualquiera que, desde su punto de vista, estuviese diseminando desinformación o usando incorrectamente la ciencia o la matemática para avanzar en sus objetivos.
Atacó el estudio 1977 Survey of the American Professorate, un cuestionario de opinión enviado por Symour Martin Lipset y E. C. Ladd a miles de colegas profesores de Estados Unidos, acusándolo de contener numerosas preguntas parciales y destinadas a influir. Esto dio lugar a un cáustico conflicto público.
En 1986 se opuso a la nominación de Samuel Huntington a la Academia Nacional de Ciencias estadounidense, denunciando que su investigación consistía, según él, en «opiniones políticas enmascaradas como si fuesen ciencia». Su oposición fue exitosa.
Lang mantuvo su correspondencia política y documentación relacionada en extensos «archivos». Enviaba cartas o publicaba artículos, esperaba por las respuestas, mantenía más correspondencia con los que las escribían, recopilaba todos estos escritos y señalaba lo que consideraba contradictorio. A menudo enviaba estos archivos a gente que consideraba importante; algunos de ellos los llegó a publicar en sus libros Challenges (ISBN 0-387-94861-9) y The file (ISBN 0-387-90607-X). Su gran archivo sobre el escándalo Baltimore sobre pretendida mala conducta científica se publicó en la revista Ethics and Behaviour en enero de 1993.
Su postura política más controvertida fue como negacionistas del VIH/sida. Mantuvo que el consenso científico mayoritario de que el VIH causa el sida no había sido respaldado por investigación científica fiable, pero que por razones político-comerciales se suprimían nuevas investigaciones que pusieran en duda el punto de vista aceptado. Fue muy explícito en público sobre este tema y le dedicó una parte en Challenges.
Más adelante en su vida, Lang amplió sus «retos» para incluir las humanidades. Por ejemplo, luchó contra la decisión de la Universidad de Yale de contratar a Daniel Kevles, un historiador de la ciencia, porque no estaba de acuerdo con su libro The Baltimore case.

## Relación de libros
- Introduction to algebraic geometry (1958)
- Abelian varieties (1959)
- Diophantine geometry (1962)
- Introduction to differentiable manifolds (1962)
- A first course in calculus (1964), como Short calculus (2001)
- Algebraic numbers (1964)
- A second course in calculus (1965)
- Algebra (1965) y muchas ediciones posteriores
- Algebraic structures (1966)
- Introduction to diophantine approximations (1966)
- Introduction to transcendental numbers (1966)
- Linear algebra (1966)
- Rapport sur la cohomologie des groupes (1966) como Topics in Cohomology of Groups (1986)
- A complete course in calculus (1968)
- Analysis I (1968)
- Analysis II (1969)
- Real analysis (1969)
- Algebraic number theory (1970)
- Introduction to linear algebra (1970)
- Basic mathematics (1971)
- Differential manifolds (1972)
- Introduction to algebraic and abelian functions (1972)
- Calculus of several variables (1973)
- Elliptic functions (1973)
- SL2(R) (1975)
- Complex analysis (1977)
- Cyclotomic fields (1978)
- Elliptic curves: diophantine analysis (1978)
- Modular units (1981) con Dan Kubert
- The file: case study in correction 1977-1979 (1981)
- Undergraduate analysis (1983)
- Complex multiplication (1983)
- Fundamentals of diophantine geometry (1983)
- The beauty of doing mathematics: three public dialogues (1985)
- Math!: encounters with high school students (1985)
- Riemann-Roch algebra (1985) con William Fulton
- Introduction to modular forms (1987)
- Introduction to complex hyperbolic spaces (1987)
- Geometry (1988)
- Introduction to Arakelov theory (1988)
- Cyclotomic fields II (1989)
- Undergraduate algebra (1990)
- Real and functional analysis (1993)
- Differential and riemannian manifolds (1995)
- Basic analysis of regularized series and products (1993) con Jay Jorgenson
- Challenges (1997)
- Survey on diophantine geometry (1997)
- Fundamentals of differential geometry (1999)
- Math talks for undergraduates (1999)
- Problems and solutions for complex analysis (1999) con Rami Shakarchi
- Collected papers I: 1952-1970 (2000)
- Collected papers II: 1971-1977 (2000)
- Collected papers III: 1978-1990 (2000)
- Collected papers IV: 1990-1996 (2000)
- Spherical inversion on SLn (2001) con Jay Jorgenson
- Posn(R) and Eisenstein series (2005) con Jay Jorgenson

### Ediciones en español
- Lang, Serge (1971). Álgebra. Aguilar. ISBN 978-84-03-20216-0.
- Lang, Serge (1994). El placer estético de las matemáticas. Alianza Editorial. ISBN 978-84-206-2737-3.